# PE-BANK
株式会社PE-BANK（ピーイーバンク）は、日本全国に存在するITフリーランスと企業の仲介役として、システム開発案件の斡旋や事務代行を行う企業である。東京都港区に本社を設置している。旧称は首都圏コンピュータ技術者協同組合，首都圏コンピュータ技術者株式会社である。
本項では持株会社である株式会社MCEAホールディングス（エムセアホールディングス）についても記述する。

## 概要
創立時はフリーランスのソフトウェアエンジニアが共同で案件を受注することを目的とした組織。建築・土木分野における個人事業主（自営業者）から成る協同組合（設計事務所協同組合）と同様の組織。
現在は個人事業主を対象とした事務代行業、スキルアップ支援、福利厚生支援なども行っている。
持株会社の社名にあるMCEAは、旧組織名である首都圏コンピュータ技術者協同組合（Metropolitan Computer Engineer Association）の頭文字を由来とする。

## フリーエンジニアのための支援企業

### 個人事業主の営業代行
プロエンジニアである「IT個人事業主」に対して営業代行する（案件探しから交渉、契約、入金確認までを行う）システム。

### 共同受注
営業代行で受注が決定した案件について、当社をフロント契約とし「IT個人事業主」と当社が共同で企業より仕事を受注するシステム。

## 沿革
- 1989年（平成1年）- 15人の組合員により首都圏コンピュータ技術者協同組合設立。
- 1991年（平成3年）- 関東通産省から「官公需適格組合」の証明を受ける。
- 1992年（平成4年）- 首都圏コンピュータ技術者協同組合共済会設立。
- 2007年（平成19年）10月 - 組織形態を協同組合から株式会社に変更。首都圏コンピュータ技術者株式会社となる。
- 2007年（平成19年）12月 - 会社の合併を行う（吸収企業：株式会社シグマバンテアン、シゲル情報サービス株式会社、ブレーンテックソフトウエア株式会社、アオバ情報サービス株式会社、ナイキ情報サービス株式会社、キ・エン情報サービス株式会社、株式会社シエロ）。
- 2015年（平成27年）9月 - 株式移転により持株会社の株式会社MCEAホールディングスを設立し、その完全子会社となる。首都圏コンピュータ技術者株式会社から株式会社PE-BANKに商号変更。アスノシステム株式会社及び株式会社流通戦略総合研究所も、株式会社MCEAホールディングスの子会社となる[4]。

## 拠点

### 事業所
- 関西支店
- 北海道支店
- 東北支店
- 中部支店
- 岡山支店
- 広島支店
- 九州支店
- 京都営業所

## 関連会社
いずれも株式会社MCEAホールディングスの子会社
- アスノシステム株式会社
- 株式会社流通戦略総合研究所
- 株式会社ＰＳ－Ｐｒｏｖｉｄｅｒ

## 主取引先
| - カルチュア・コンビニエンス・クラブ株式会社 - 株式会社ダイレクトマーケティングエージェンシー - エクシオグループ株式会社 - JBCC株式会社 - 野村ホールディングス株式会社 - 楽天株式会社 - 弥生株式会社 - 株式会社NTTデータ・スマートソーシング - 三菱オートリース株式会社 - 理化学研究所 - 東芝テック株式会社 - 株式会社オークローンマーケティング - トヨタ情報システム愛知株式会社 - 株式会社インテック - 株式会社HBA | - NECシステムテクノロジー株式会社 - 株式会社日立ソリューションズ - 株式会社野村総合研究所 - 株式会社リクルート - SCSK株式会社 - 生活協同組合連合会コープネット事業連合 - 株式会社富士通ソーシアルサイエンスラボラトリ - ヤマトシステム開発株式会社 - 株式会社りそな銀行 - みずほ情報総研株式会社 - 西肥情報サービス株式会社 - 日本電気株式会社 - 株式会社コア - サントリーシステムテクノロジー株式会社 - KDDI株式会社 |